# N6 (Luxemburg)

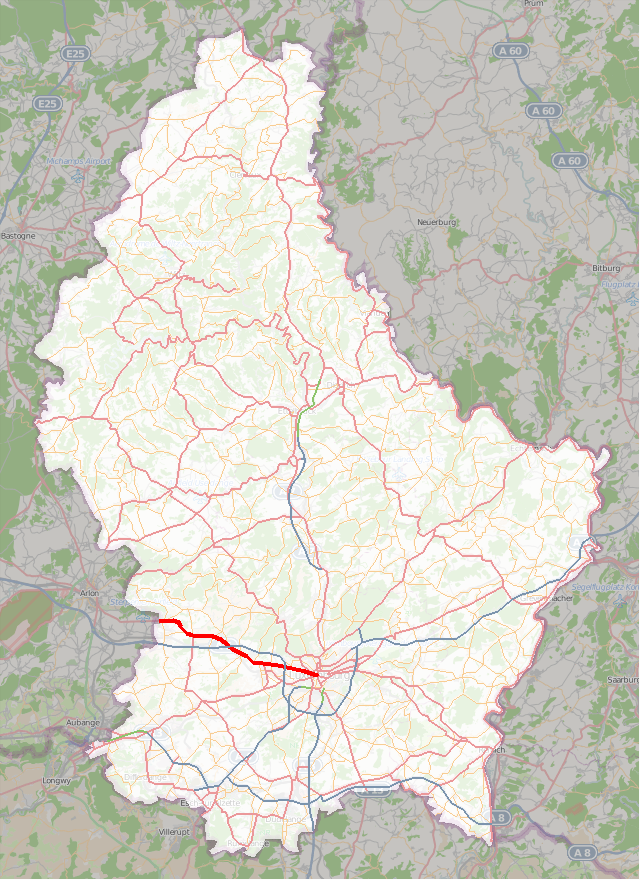
Recorregut de la NE a Luxemburg

La N6 és una carretera a Luxemburg. Connecta la ciutat de Luxemburg, en el seu extrem oriental, amb la frontera belga. Allà s'uneix a la carretera belga N4, que porta a Arlon, Namur, Wavre i Brussel·les. També es coneix amb el nom de Route d'Arlon, pel destí principal des de la ciutat de Luxemburg.

## Recorregut
En el seu extrem oriental, la N6 es troba amb l'N51 (Boulevard de la Foire), a la vorade la Ville Haute barri de la ciutat de Luxemburg. En el seu camí fora de la ciutat, la carretera passa per l'Estadi Josy Barthel, estadi nacional del país, i l'Hospital de Maternitat Gran Duquessa Carlota, maternitat principal del país. Als afores de la ciutat, la N6 es troba amb l'autopista A6. Una vegada fora de la ciutat de Luxemburg, la carretera passa a través de Strassen i pel Liceu Tècnic Josy Barthel a Mamer, abans de fer una altra cruïlla amb l'A6. Continuant cap a l'oest, la N6 recorre a través de les ciutats de Capellen i Windhof, abans d'arribar a Steinfort, a la frontera amb Bèlgica.